# Cancrinia
Cancrinia là một chi thực vật có hoa trong họ Cúc (Asteraceae).

## Loài
Chi Cancrinia gồm các loài: